# Artjoms Rudņevs
Artjoms Rudņevs (nacido el 13 de enero de 1988 en Daugavpils, Letonia) es un exfutbolista letón que jugaba como delantero. Su último equipo fue el Colonia.

## Carrera en clubes

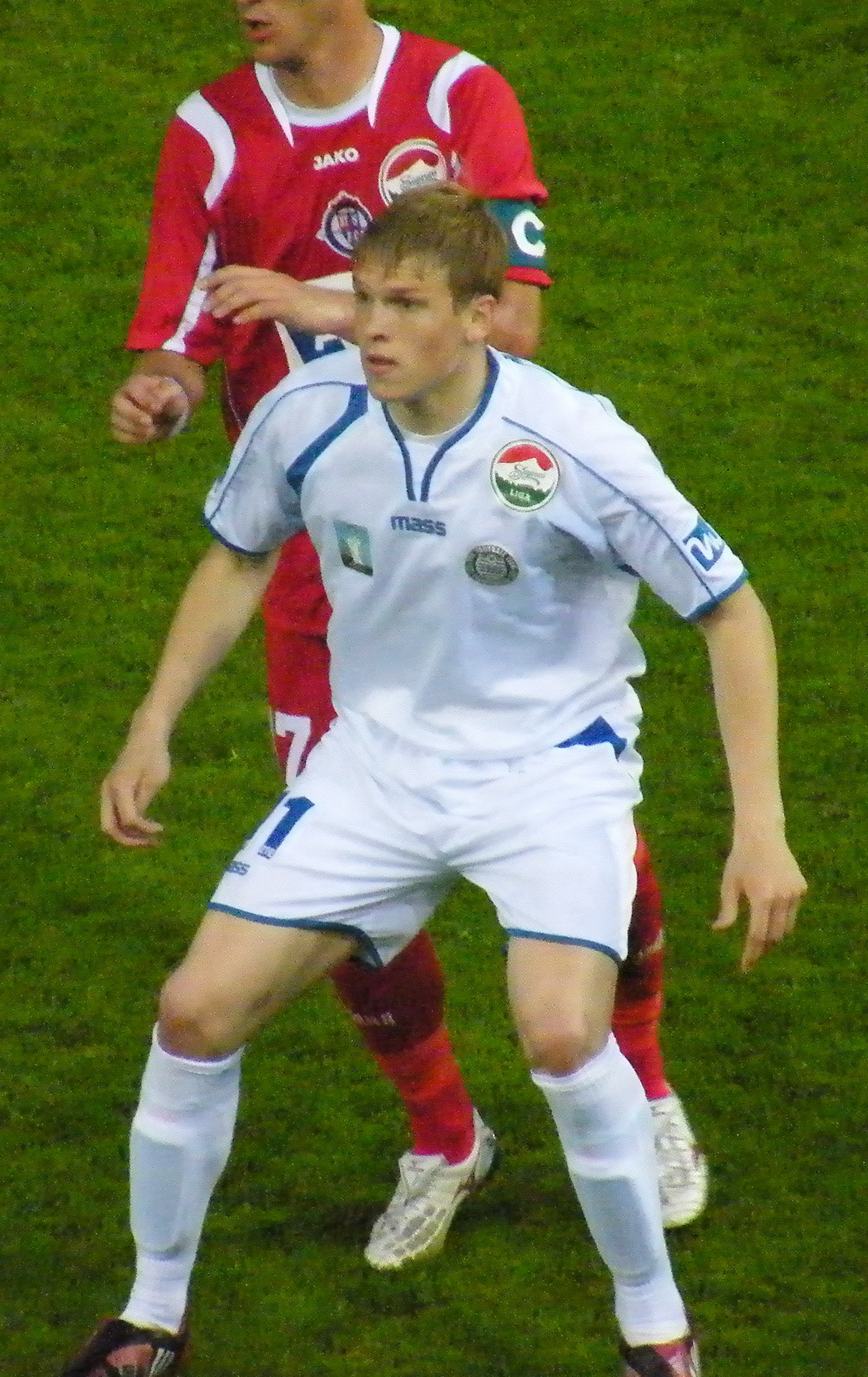
Artjoms Rudņevs durante su paso por el Zalaegerszegi T. E..

### Comienzos
Rudņevs inició su carrera en el F. K. Daugava de su natal, donde jugó hasta febrero del 2009, momento en el firmó con el Zalaegerszegi T. E.. Hubo un problema con este hecho debido a que el jugador aún formaba parte del otro equipo, por lo que la FIFA tuvo que intervenir. Finalmente, en mayo del 2009 debutó con su nuevo club. Durante sus tres temporadas en Hungría marcó veinte goles en treinta encuentros.

### Su paso por el Lech Poznań
En julio del 2010 surgieron varios rumores de que el Lech Poznań deseaba contar con sus servicios, cosa que acabó por confirmarse luego de que Rudņevs se probara en el equipo. Después de pasar con éxito la prueba y los exámenes médicos, el Lech inició conversaciones con el Zalaegerszegi para definir el traspaso. Tras mucho tiempo, los dos clubes no pudieron ponerse de acuerdo con la cuota de traspaso y, cuando ya parecía que estaba listo, los polacos no pudieron definir con el jugador su contrato individual.  Ya en agosto, el Lech volvió a interesarse en el jugador luego de que marcara dos goles en el primer partido de liga, y reabrió las conversaciones, las cuales finalmente tuvieron éxito, y Rudņevs firmó con el club un contrato por cuatro años.
Debutó con el club polaco en un partido de liga contra el Widzew Łódź, en el que además convirtió su primer gol. En los encuentros siguientes tuvo aún mejores resultados, ya que anotó tres goles en cinco partidos hasta el 11 de septiembre del 2010. Cinco días después volvió a las redes tras marcar una tripleta contra la Juventus en un partido válido por la Liga Europea de la UEFA. El primer tanto lo cobró desde los doce pasos; el segundo lo realizó de tijera luego de capturar un rebote entregado por Giorgio Chiellini; mientras que el último fue un disparo de media distancia poco tiempo antes del final del partido. Tras el encuentro, Rudņevs dijo que este era «el mejor partido de su carrera hasta el momento».

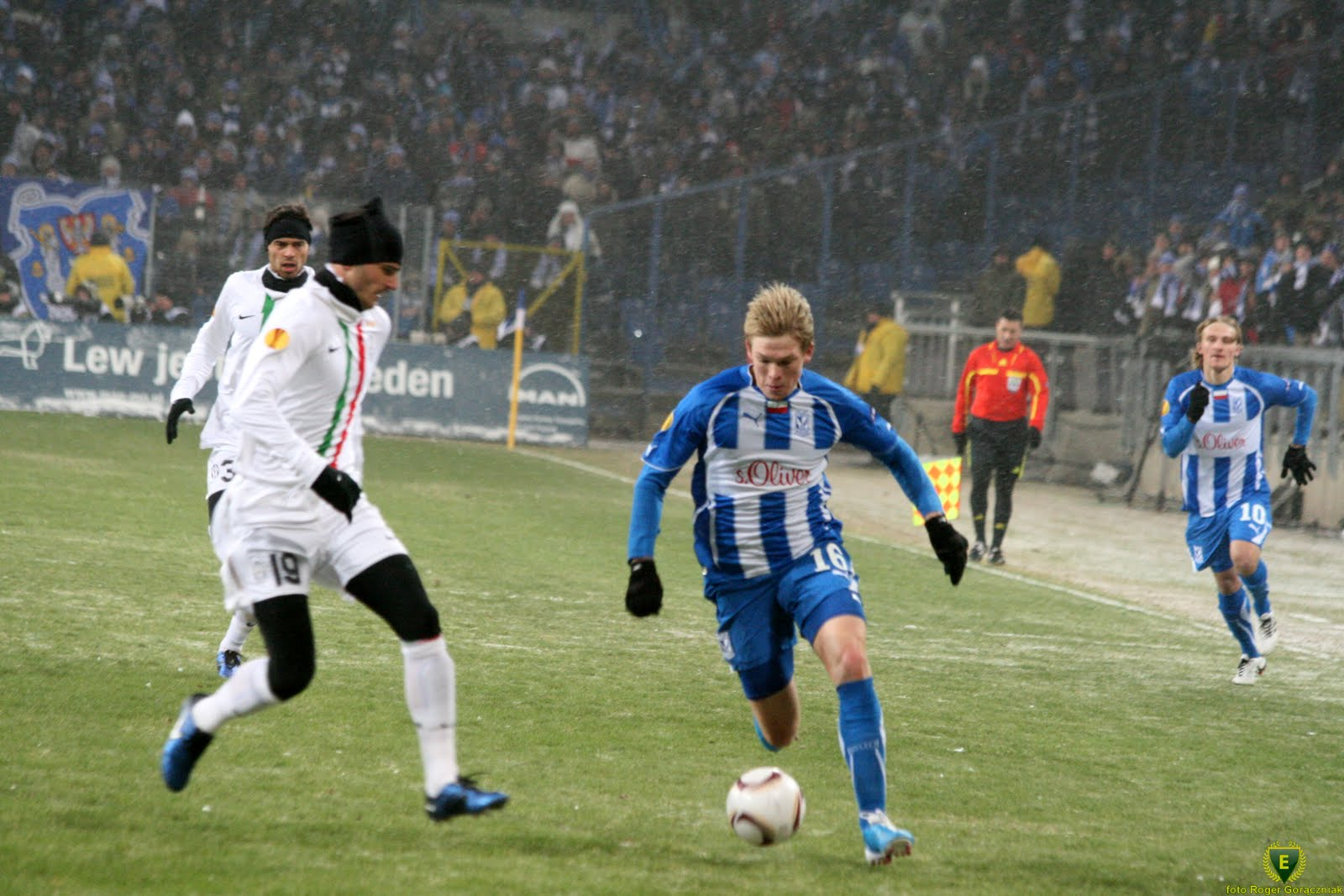
Artjoms Rudņevs marcado por Leonardo Bonucci en un partido de la Liga Europea de la UEFA 2010-11 contra la Juventus.

Tras acabar la temporada en la liga polaca, el jugador concretó un total de once goles en veintisiete encuentros, con lo que acabó en la cuarta posición en la tabla de goleadores. El 1 de diciembre del 2010, volvió a convertir a la Juventus en el empate 1-1, resultado que los clasificó a los dieciseisavos de final y que eliminó a la «vecchia signora». Tras el encuentro el jugador declaró: «Estamos encantados de haber pasado a la siguiente fase. No fue fácil en la nieve pero este es fútbol. A veces tienes que jugar bajo la lluvia, otras con nieve, pero le hicimos frente. Esperaba seguir anotando goles ante la Juve, pero no me quejo. Fueron goles importantes y estoy contento de haberlos marcado». Ya en fase eliminatoria el Poznań enfrentó al Sporting Braga, al que venció en la ida por 1-0 con tanto de Rudņevs. Sin embargo, en la vuelta los portugueses revirtieron el resultado adverso y vencieron por 2-0.  Con cinco tantos en el torneo, el letón terminó como el cuarto máximo goleador de la Europa League de esa temporada junto a varios futbolistas más.

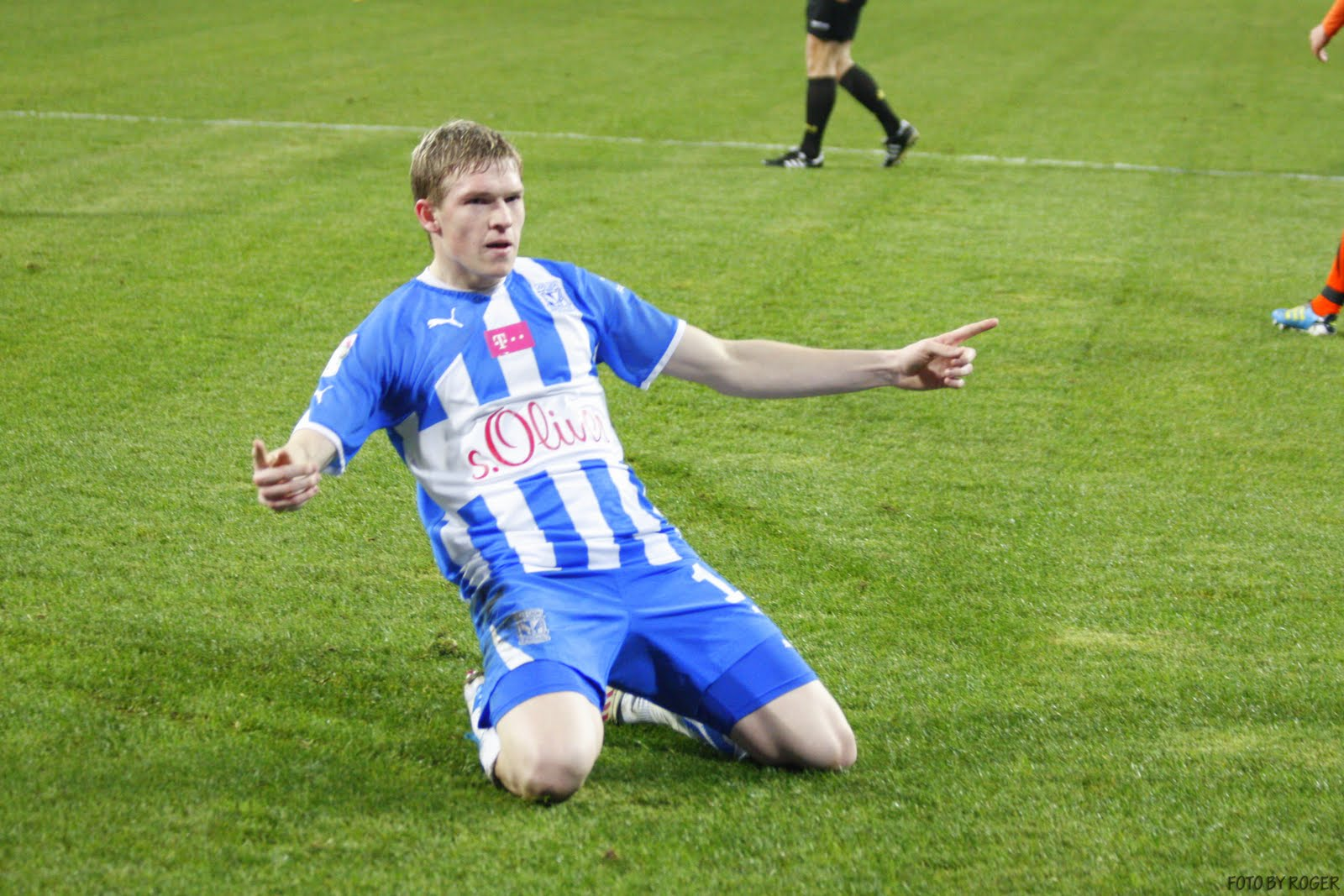
Artjoms Rudņevs celebrando un gol con el Lech Poznań.

Para la siguiente temporada, Rudņevs si lograría ser el máximo goleador de la Ekstraklasa, tras convertir veintidós goles en veintinueve encuentros. También recibió el premio al «mejor jugador de la Ekstraklasa» por la Asociación Polaca de Fútbol.  A pesar de esto, el Lech no logró el campeonato, ya que acabó en la cuarta posición a cuatro puntos del Śląsk Wrocław, campeón de ese año. El 8 de mayo de 2012, el consejo administrativo del Hamburgo S. V. acordó la transferencia del jugador para finales de la temporada,  hecho que confirmaron ambos clubes el 11 de mayo.

### Hamburgo S. V.
Con su llegada al Hamburgo, Rudņevs se convirtió en el primer futbolista letón en jugar en la Bundesliga. Con su nuevo equipo debutó el 25 de agosto del 2012, en la derrota 1-0 contra el F. C. Núremberg. Tras eso, mantuvieron una racha negativa de dos derrotas más, la cual acabó con la victoria 3-2 contra el Borussia Dortmund. En el partido siguiente, el letón anotó su primer gol en la primera división alemana en el empate 2-2 contra el Borussia Mönchengladbach.

## Selecciones nacionales
Rudņevs ha representado a Letonia tanto en selecciones menores como en el plano adulto. Con el equipo sub-19 debutó el 6 de octubre del 2006, en un partido contra Noruega válido por las clasificatorias al Campeonato Europeo de la UEFA Sub-19 2007. Tras eso jugó por la sub-21 de su país, en la que disputó nueve encuentros y anotó tres goles, todos estos en el marco de las eliminatorias a la Eurocopa Sub-21 de 2011; dos contra Rumania y uno a los andorranos.
El 12 de noviembre del 2008, recibió su primer llamado a la selección adulta para jugar un encuentro amistoso contra Estonia, en el que además debutó en el once inicial. Su segunda convocatoria se produjo en enero del 2010 para que disputar un partido contra Corea del Sur. Tras este llamado consiguió mayor regularidad en el equipo, y para las Clasificación para la Eurocopa 2012 dejó en el banquillo al delantero Ģirts Karlsons. Durante el desarrollo de éstas jugó nueve partidos y anotó un gol; éste frente a Malta en la victoria 2-0.

## Estadísticas

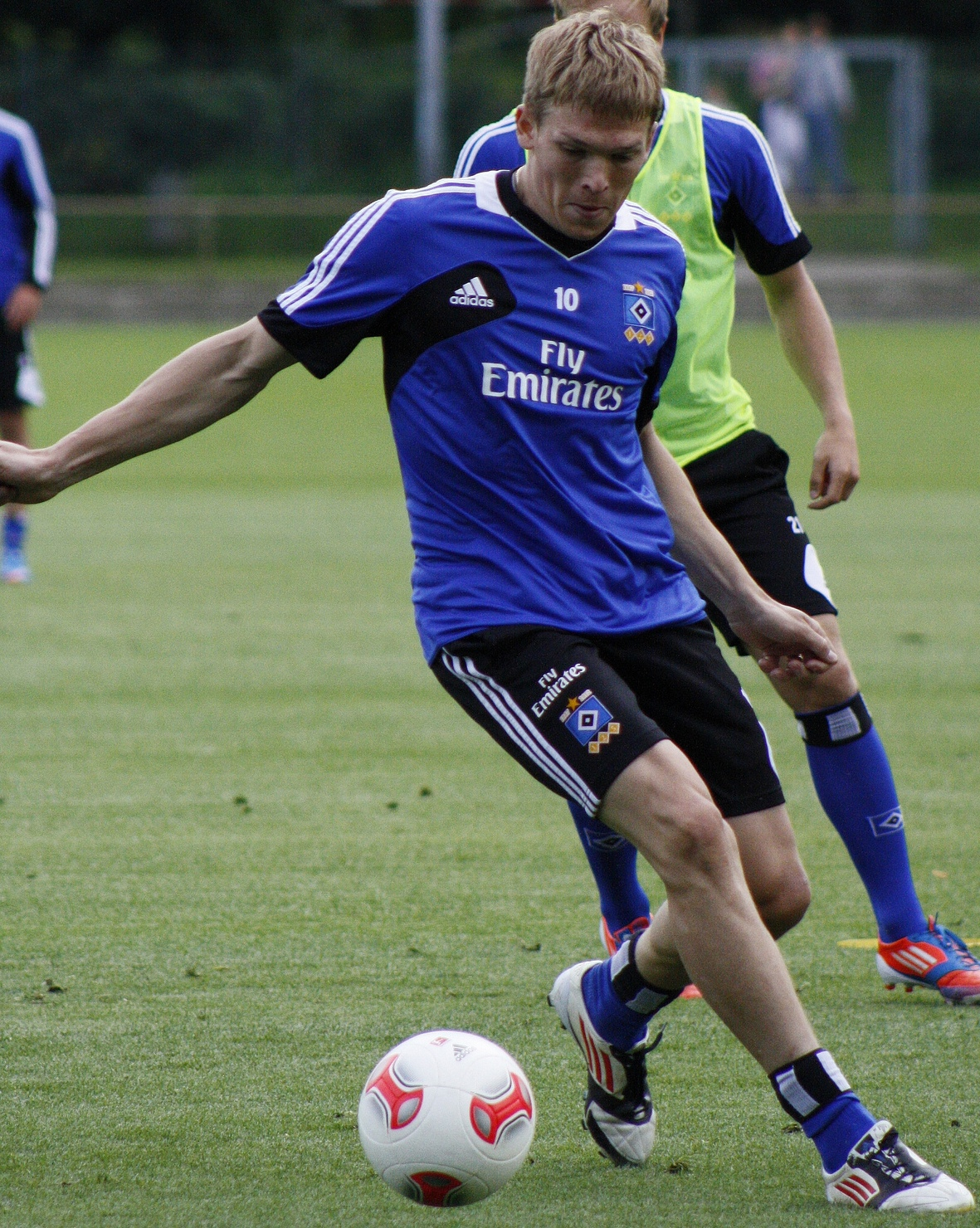
Artjoms Rudņevs con la camiseta del Hamburgo S. V..

### Clubes
Actualizado el 26 de septiembre del 2013.
| Club | Temporada        | Div.             | Liga     | Liga  | Copas nacionales(1) | Copas nacionales(1) | Copas internacionales(2) | Copas internacionales(2) | Total    | Total |
| Club | Temporada        | Div.             | Partidos | Goles | Partidos            | Goles               | Partidos                 | Goles                    | Partidos | Goles |
| F. K. Daugava Letonia | 2004/05          | 1ª               | 13       | 3     | 0                   | 0                   | 0                        | 0                        | 13       | 3     |
| F. K. Daugava Letonia | 2005/06          | 1ª               | 20       | 4     | 0                   | 0                   | 0                        | 0                        | 20       | 4     |
| F. K. Daugava Letonia | 2006/07          | 1ª               | 19       | 7     | 0                   | 0                   | 0                        | 0                        | 19       | 7     |
| F. K. Daugava Letonia | 2007/08          | 1ª               | 23       | 7     | 0                   | 0                   | 0                        | 0                        | 23       | 7     |
| F. K. Daugava Letonia | Total club       | Total club       | 75       | 21    | 0                   | 0                   | 0                        | 0                        | 75       | 21    |
| Zalaegerszegi T. E. · Hungría | 2008/09          | 1ª               | 4        | 2     | 0                   | 0                   | 0                        | 0                        | 4        | 2     |
| Zalaegerszegi T. E. · Hungría | 2009/10          | 1ª               | 25       | 16    | 4                   | 3                   | 0                        | 0                        | 28       | 19    |
| Zalaegerszegi T. E. · Hungría | 2010/10          | 1ª               | 1        | 2     | 0                   | 0                   | 0                        | 0                        | 1        | 2     |
| Zalaegerszegi T. E. · Hungría | Total club       | Total club       | 30       | 20    | 4                   | 3                   | 0                        | 0                        | 34       | 23    |
| Lech Poznań · Polonia |                  |                  |          |       |                     |                     |                          |                          |          |       |
| 2010/11 | 1ª               | 27               | 11       | 5     | 4                   | 8                   | 5                        | 40                       | 20       |       |
| 2011/12 | 1ª               | 29               | 22       | 4     | 3                   | 0                   | 0                        | 33                       | 25       |       |
| Total club | Total club       | 56               | 33       | 9     | 7                   | 8                   | 5                        | 73                       | 45       |       |
| Hamburgo S. V. · Alemania |                  |                  |          |       |                     |                     |                          |                          |          |       |
| 2012/13 | 1ª               | 34               | 12       | 1     | 0                   | 0                   | 0                        | 35                       | 12       |       |
| 2013/14 | 1ª               | 4                | 0        | 1     | 2                   | 0                   | 0                        | 5                        | 2        |       |
| Total club | Total club       | 38               | 12       | 2     | 2                   | 0                   | 0                        | 40                       | 14       |       |
| Total en carrera | Total en carrera | Total en carrera | 199      | 86    | 15                  | 12                  | 8                        | 5                        | 222      | 103   |
| (1)Incluye datos de la Copa de Hungría (2009/10), de la Copa de Polonia (2010/11 y 2011/12) y de la Copa de Alemania (2012/13). (2)Incluye datos de la Liga Europea de la UEFA (2010/11) |                  |                  |          |       |                     |                     |                          |                          |          |       |

### Selección nacional
Actualizado el 22 de marzo del 2013.
| \| Fecha \| Ciudad \| Local \| Resultado \| Visitante \| Competición \| Goles \| \| ------------------------ \| --------------- \| -------------------- \| --------- \| -------------------- \| ------------------------------------------------------------ \| ----- \| \| 12 de noviembre de 2008 \| Tallin \| Estonia \| 1:1 \| Letonia \| Amistoso \| 0 \| \| 22 de enero de 2010 \| Málaga \| Corea del Sur \| 1:0 \| Letonia \| Amistoso \| 0 \| \| 5 de junio de 2010 \| Buckinghamshire \| Ghana \| 1:0 \| Letonia \| Amistoso \| 0 \| \| 3 de septiembre de 2010 \| Riga \| Letonia \| 0:3 \| Croacia \| Clasificación para la Eurocopa 2012 \| 0 \| \| 7 de septiembre de 2010 \| Ta' Qali \| Malta \| 0:2 \| Letonia \| Clasificación para la Eurocopa 2012 \| 0 \| \| 8 de octubre de 2010 \| El Pireo \| Grecia \| 1:0 \| Letonia \| Clasificación para la Eurocopa 2012 \| 0 \| \| 12 de octubre de 2010 \| Riga \| Letonia \| 1:1 \| Georgia \| Clasificación para la Eurocopa 2012 \| 0 \| \| 26 de marzo de 2011 \| Tel Aviv \| Israel \| 2:1 \| Letonia \| Clasificación para la Eurocopa 2012 \| 0 \| \| 4 de junio de 2011 \| Riga \| Letonia \| 1:2 \| Israel \| Clasificación para la Eurocopa 2012 \| 0 \| \| 7 de junio de 2011 \| Graz \| Austria \| 3:1 \| Letonia \| Amistoso \| 0 \| \| 10 de agosto de 2011 \| Riga \| Letonia \| 0:2 \| Finlandia \| Amistoso \| 0 \| \| 6 de septiembre de 2011 \| Riga \| Letonia \| 1:1 \| Grecia \| Clasificación para la Eurocopa 2012 \| 0 \| \| 7 de octubre de 2011 \| Riga \| Letonia \| 2:0 \| Malta \| Clasificación para la Eurocopa 2012 \| 1 \| \| 11 de octubre de 2011 \| Rijeka \| Croacia \| 2:0 \| Letonia \| Clasificación para la Eurocopa 2012 \| 0 \| \| 29 de febrero de 2012 \| Antalya \| Letonia \| 0:0 \| Kazajistán \| Amistoso \| 0 \| \| 22 de mayo de 2012 \| Klagenfurt \| Polonia \| 1:0 \| Letonia \| Amistoso \| 0 \| \| 15 de agosto de 2012 \| Podgorica \| Montenegro \| 2:0 \| Letonia \| Amistoso \| 0 \| \| 7 de septiembre de 2012 \| Riga \| Letonia \| 1:2 \| Grecia \| Clasificación de UEFA para la Copa Mundial de Fútbol de 2014 \| 0 \| \| 11 de septiembre de 2012 \| Zenica \| Bosnia y Herzegovina \| 4:1 \| Letonia \| Clasificación de UEFA para la Copa Mundial de Fútbol de 2014 \| 0 \| \| 12 de octubre de 2012 \| Bratislava \| Eslovaquia \| 2:1 \| Letonia \| Clasificación de UEFA para la Copa Mundial de Fútbol de 2014 \| 0 \| \| 16 de octubre de 2012 \| Riga \| Letonia \| 2:0 \| Liechtenstein \| Clasificación de UEFA para la Copa Mundial de Fútbol de 2014 \| 0 \| \| 22 de marzo de 2013 \| Vaduz \| Liechtenstein \| 2:0 \| Letonia \| Clasificación de UEFA para la Copa Mundial de Fútbol de 2014 \| 0 \| \| 7 de junio de 2013 \| Riga \| Letonia \| 0:5 \| Bosnia y Herzegovina \| Clasificación de UEFA para la Copa Mundial de Fútbol de 2014 \| 0 \| \| 14 de agosto de 2013 \| Tallin \| Estonia \| 1:1 \| Letonia \| Amistoso \| 0 \| \| 6 de septiembre de 2013 \| Riga \| Letonia \| 2:1 \| Lituania \| Clasificación de UEFA para la Copa Mundial de Fútbol de 2014 \| 0 \| \| Total \| \| Presencias \| 25 \| \| Goles \| 1 \| |                 |                      |           |                      |                                                              |       |
| Fecha | Ciudad          | Local                | Resultado | Visitante            | Competición                                                  | Goles |
| 12 de noviembre de 2008 | Tallin          | Estonia              | 1:1       | Letonia              | Amistoso                                                     | 0     |
| 22 de enero de 2010 | Málaga          | Corea del Sur        | 1:0       | Letonia              | Amistoso                                                     | 0     |
| 5 de junio de 2010 | Buckinghamshire | Ghana                | 1:0       | Letonia              | Amistoso                                                     | 0     |
| 3 de septiembre de 2010 | Riga            | Letonia              | 0:3       | Croacia              | Clasificación para la Eurocopa 2012                          | 0     |
| 7 de septiembre de 2010 | Ta' Qali        | Malta                | 0:2       | Letonia              | Clasificación para la Eurocopa 2012                          | 0     |
| 8 de octubre de 2010 | El Pireo        | Grecia               | 1:0       | Letonia              | Clasificación para la Eurocopa 2012                          | 0     |
| 12 de octubre de 2010 | Riga            | Letonia              | 1:1       | Georgia              | Clasificación para la Eurocopa 2012                          | 0     |
| 26 de marzo de 2011 | Tel Aviv        | Israel               | 2:1       | Letonia              | Clasificación para la Eurocopa 2012                          | 0     |
| 4 de junio de 2011 | Riga            | Letonia              | 1:2       | Israel               | Clasificación para la Eurocopa 2012                          | 0     |
| 7 de junio de 2011 | Graz            | Austria              | 3:1       | Letonia              | Amistoso                                                     | 0     |
| 10 de agosto de 2011 | Riga            | Letonia              | 0:2       | Finlandia            | Amistoso                                                     | 0     |
| 6 de septiembre de 2011 | Riga            | Letonia              | 1:1       | Grecia               | Clasificación para la Eurocopa 2012                          | 0     |
| 7 de octubre de 2011 | Riga            | Letonia              | 2:0       | Malta                | Clasificación para la Eurocopa 2012                          | 1     |
| 11 de octubre de 2011 | Rijeka          | Croacia              | 2:0       | Letonia              | Clasificación para la Eurocopa 2012                          | 0     |
| 29 de febrero de 2012 | Antalya         | Letonia              | 0:0       | Kazajistán           | Amistoso                                                     | 0     |
| 22 de mayo de 2012 | Klagenfurt      | Polonia              | 1:0       | Letonia              | Amistoso                                                     | 0     |
| 15 de agosto de 2012 | Podgorica       | Montenegro           | 2:0       | Letonia              | Amistoso                                                     | 0     |
| 7 de septiembre de 2012 | Riga            | Letonia              | 1:2       | Grecia               | Clasificación de UEFA para la Copa Mundial de Fútbol de 2014 | 0     |
| 11 de septiembre de 2012 | Zenica          | Bosnia y Herzegovina | 4:1       | Letonia              | Clasificación de UEFA para la Copa Mundial de Fútbol de 2014 | 0     |
| 12 de octubre de 2012 | Bratislava      | Eslovaquia           | 2:1       | Letonia              | Clasificación de UEFA para la Copa Mundial de Fútbol de 2014 | 0     |
| 16 de octubre de 2012 | Riga            | Letonia              | 2:0       | Liechtenstein        | Clasificación de UEFA para la Copa Mundial de Fútbol de 2014 | 0     |
| 22 de marzo de 2013 | Vaduz           | Liechtenstein        | 2:0       | Letonia              | Clasificación de UEFA para la Copa Mundial de Fútbol de 2014 | 0     |
| 7 de junio de 2013 | Riga            | Letonia              | 0:5       | Bosnia y Herzegovina | Clasificación de UEFA para la Copa Mundial de Fútbol de 2014 | 0     |
| 14 de agosto de 2013 | Tallin          | Estonia              | 1:1       | Letonia              | Amistoso                                                     | 0     |
| 6 de septiembre de 2013 | Riga            | Letonia              | 2:1       | Lituania             | Clasificación de UEFA para la Copa Mundial de Fútbol de 2014 | 0     |
| Total |                 | Presencias           | 25        |                      | Goles                                                        | 1     |

### Resumen estadístico
|                             | Encuentros | Goles | Promedio |
| --------------------------- | ---------- | ----- | -------- |
| Primera división            | 199        | 86    | 0.43     |
| Copas nacionales            | 15         | 12    | 0.8      |
| Copas internacionales       | 8          | 5     | 0.63     |
| Selección de Letonia        | 25         | 1     | 0.04     |
| Selección de Letonia Sub-21 | 6          | 3     | 0.5      |
| TOTAL                       | 253        | 107   | 0.42     |

## Palmarés

### Campeonatos nacionales
| Título          | Club          | País    | Año  |
| --------------- | ------------- | ------- | ---- |
| Copa de Letonia | F. K. Daugava | Letonia | 2008 |

### Distinciones individuales
| Distinción                                                         | Año     |
| ------------------------------------------------------------------ | ------- |
| Promesa del año en Letonia                                         | 2011    |
| Máximo goleador de Ekstraklasa                                     | 2011-12 |
| Mejor jugador de la Ekstraklasa por la Asociación Polaca de Fútbol | 2011    |